# ملك أباد (دلغان)
ملك أباد (بالفارسية: ملك آباد) هي منطقة سكنية تقع في سيستان وبلوتشستان في إيران. يقدر عدد سكانها بـ 116 نسمة .